# Terremoto de Sistán y Baluchistán de 2013
El terremoto de Sistán y Baluchistán de 2013 fue un terremoto de 7.7 en la escala sismológica de Richter, que sacudió dicha provincia iraní y la región fronteriza en Pakistán, el 16 de abril de ese año a las 10:44 UTC. Fue el terremoto más intenso sufrido en Irán en las cuatro décadas anteriores, igual en magnitud al terremoto de Tabás en 1978. Tras noticias iniciales de unos cuarenta fallecidos, las autoridades locales desmintieron la pérdida de vidas humanas, mientras en Pakistán se anunciaron 34 víctimas mortales.

## Epicentro e hipocentro
El epicentro del terremoto se situó en Irán, cerca de la frontera con Pakistán y con Afganistán, a 83 km de la ciudad de Jash, según el Servicio Geológico de los Estados Unidos (USGS). El hipocentro se situó a 82.0 km de profundidad.

## Víctimas
En un primer momento, agencias de noticias oficiales iraníes señalaron una cifra de 40 víctimas mortales. Algún informador anónimo habló de la posibilidad de cientos de víctimas, pero el responsable de emergencias provincial, Fariborz Rashedí, calificó la situación de «normal», con tres personas heridas.
Posteriormente, las autoridades iraníes desmintieron la pérdida de vidas humanas, aludiendo a la localización del epicentro en una región mínimamente poblada, de viviendas construidas con materiales ligeros, como adobe, caña y madera. En Pakistán se registraron al menos 32 decesos. Los efectos pudieron sentirse en Nueva Delhi, capital de la India en donde no se reportan afortunadamente víctimas. Países latinoamericanos como Argentina y Nicaragua expresaron su pesar por la tragedia.

No se reportaron decesos afortunadamente.